# Lijst van Nederlandse bewindspersonen van Koninkrijksrelaties en van Koloniën
De Bewindspersoon, belast met Koninkrijksrelaties beheert in Nederland de portefeuille Koninkrijksrelaties van het ministerie van Binnenlandse Zaken en Koninkrijksrelaties. Met Koninkrijksrelaties worden de relaties tussen de vier landen van het Koninkrijk bedoeld, namelijk Nederland, Aruba, Curaçao en Sint Maarten.
Vóór 1945 bestond er een apart ministerie van Koloniën, een van de belangrijke ministeries in de Nederlandse overheid, dat steeds een eigen minister van Koloniën had.
Van 1945 tot 1951 was er een minister van Overzeese Gebiedsdelen, en van 1951 tot 1957 een minister van Overzeese Rijksdelen. Tussen 1949 en 1952 behoorden "Uniezaken" (zaken betreffende de Nederlands-Indonesische Unie) ook hiertoe. Van 1957 tot 1959 was er een minister van Zaken Overzee.
In 1959 werd overgegaan op een ander systeem. De portefeuille Coördinatie van aangelegenheden Suriname en de Nederlandse Antillen betreffend werd - als tweede aandachtsgebied - toegevoegd aan die van een van de ministers. Zo zijn in de jaren na 1959 ministers van Sociale zaken, Justitie en Defensie coördinerend bewindsman geweest. Na de onafhankelijkheidsverklaring van Suriname in 1975 werd de portefeuille hernoemd in Coördinatie van aangelegenheden de Nederlandse Antillen betreffend. Na de toekenning van de aparte status aan Aruba in 1986 werd de naam wederom gewijzigd, nu in Coördinatie van aangelegenheden de Nederlandse Antillen en Aruba betreffend.
In 1998 werd de naam van het aandachtsgebied gewijzigd in Koninkrijksrelaties. De portefeuille werd ondergebracht bij het ministerie van Binnenlandse Zaken, dat de naam ministerie van Binnenlandse Zaken en Koninkrijksrelaties (BZK) kreeg. Van 1998 tot 2003 was de minister van BZK ook coördinerend bewindspersoon voor Koninkrijksrelaties.
In 2003 werd op het ministerie een tweede bewindspersoon aangesteld, met de titel minister zonder portefeuille, belast met Bestuurlijke Vernieuwing en Koninkrijksrelaties. In 2007 verviel de positie van deze tweede bewindspersoon; Koninkrijksrelaties werd weer een direct aandachtsgebied van de minister van BZK.
Bij het aantreden van het kabinet-Rutte III werd de portefeuille Koninkrijkszaken toegewezen aan een staatssecretaris op het ministerie van Binnenlandse Zaken en Koninkrijksrelaties.
Van 1806 tot nu hebben onderstaande personen de opeenvolgende ambten in Nederland vervuld:

## Bewindslieden sinds 1848
| Kabinet | Periode    | Koninkrijksrelaties                                                            | Koninkrijksrelaties                                                            | Koninkrijksrelaties                                                            |
| --- | ---------- | ------------------------------------------------------------------------------ | ------------------------------------------------------------------------------ | ------------------------------------------------------------------------------ |
| kabinet-Schoof | 2025-heden | Eddie van Marum                                                                |                                                                                | BBB                                                                            |
| kabinet-Schoof | 2024-2025  | Zsolt Szabó                                                                    |                                                                                | PVV                                                                            |
| kabinet-Rutte IV | 2022-2024  | Alexandra van Huffelen                                                         |                                                                                | D66                                                                            |
| kabinet-Rutte III                                                                                                   | 2017-2022  | Raymond Knops                                                                  |                                                                                | CDA                                                                            |
| vanaf 2017 Staatssecretaris, belast met Koninkrijksrelaties                                                         |            |                                                                                |                                                                                |                                                                                |
| kabinet-Rutte II | 2012-2017  | Ronald Plasterk                                                                |                                                                                | PvdA                                                                           |
| kabinet-Rutte I | 2011-2012  | Liesbeth Spies                                                                 |                                                                                | CDA                                                                            |
| kabinet-Rutte I | 2010-2011  | Piet Hein Donner                                                               |                                                                                | CDA                                                                            |
| kabinet-Balkenende IV                                                                                               | 2010       | Ernst Hirsch Ballin                                                            |                                                                                | CDA                                                                            |
| kabinet-Balkenende IV                                                                                               | 2007-2010  | Guusje ter Horst                                                               |                                                                                | PvdA                                                                           |
| kabinet-Balkenende III                                                                                              | 2006-2007  | Atzo Nicolaï                                                                   |                                                                                | VVD                                                                            |
| kabinet-Balkenende II                                                                                               | 2005-2006  | Alexander Pechtold                                                             |                                                                                | D66                                                                            |
| kabinet-Balkenende II                                                                                               | 2003-2005  | Thom de Graaf                                                                  |                                                                                | D66                                                                            |
| kabinet-Balkenende I                                                                                                | 2002-2003  | Johan Remkes                                                                   |                                                                                | VVD                                                                            |
| kabinet-Kok II | 2000-2002  | Klaas de Vries                                                                 |                                                                                | PvdA                                                                           |
| kabinet-Kok II | 1998-2000  | Bram Peper                                                                     |                                                                                | PvdA                                                                           |
| vanaf 1998 Minister van Koninkrijksrelaties                                                                         |            |                                                                                |                                                                                |                                                                                |
| Kabinet | Periode    | Coördinatie van aangelegenheden de Nederlandse Antillen en Aruba betreffend    | Coördinatie van aangelegenheden de Nederlandse Antillen en Aruba betreffend    | Coördinatie van aangelegenheden de Nederlandse Antillen en Aruba betreffend    |
| kabinet-Kok I | 1994-1998  | Joris Voorhoeve                                                                |                                                                                | VVD                                                                            |
| kabinet-Lubbers III                                                                                                 | 1994       | Ruud Lubbers                                                                   |                                                                                | CDA                                                                            |
| kabinet-Lubbers III                                                                                                 | 1989-1994  | Ernst Hirsch Ballin                                                            |                                                                                | CDA                                                                            |
| kabinet-Lubbers II                                                                                                  | 1986-1989  | Jan de Koning                                                                  |                                                                                | CDA                                                                            |
| vanaf 1986 Minister voor coördinatie van aangelegenheden de Nederlandse Antillen en Aruba betreffend                |            |                                                                                |                                                                                |                                                                                |
| Kabinet | Periode    | Coördinatie van aangelegenheden de Nederlandse Antillen betreffend             | Coördinatie van aangelegenheden de Nederlandse Antillen betreffend             | Coördinatie van aangelegenheden de Nederlandse Antillen betreffend             |
| kabinet-Lubbers I                                                                                                   | 1982-1986  | Jan de Koning                                                                  |                                                                                | CDA                                                                            |
| kabinet-Van Agt III                                                                                                 | 1982       | Jan de Koning                                                                  |                                                                                | CDA                                                                            |
| kabinet-Van Agt II                                                                                                  | 1981-1982  | Joop den Uyl                                                                   |                                                                                | PvdA                                                                           |
| kabinet-Van Agt I                                                                                                   | 1977-1981  | Fons van der Stee                                                              |                                                                                | KVP                                                                            |
| kabinet-Den Uyl | 1975-1977  | Wilhelm Friedrich de Gaay Fortman                                              |                                                                                | ARP                                                                            |
| vanaf 1975 Minister voor coördinatie van aangelegenheden de Nederlandse Antillen betreffend                         |            |                                                                                |                                                                                |                                                                                |
| Kabinet | Periode    | Coördinatie van aangelegenheden Suriname en de Nederlandse Antillen betreffend | Coördinatie van aangelegenheden Suriname en de Nederlandse Antillen betreffend | Coördinatie van aangelegenheden Suriname en de Nederlandse Antillen betreffend |
| kabinet-Den Uyl | 1973-1975  | Wilhelm Friedrich de Gaay Fortman                                              |                                                                                | ARP                                                                            |
| kabinet-Biesheuvel II                                                                                               | 1973       | Molly Geertsema                                                                |                                                                                | VVD                                                                            |
| kabinet-Biesheuvel II                                                                                               | 1972-1973  | Pierre Lardinois                                                               |                                                                                | KVP                                                                            |
| kabinet-Biesheuvel I                                                                                                | 1972       | Pierre Lardinois                                                               |                                                                                | KVP                                                                            |
| kabinet-Biesheuvel I                                                                                                | 1971-1972  | Roelof Nelissen                                                                |                                                                                | KVP                                                                            |
| kabinet-De Jong | 1967-1971  | Joop Bakker                                                                    |                                                                                | ARP                                                                            |
| kabinet-Zijlstra | 1966-1967  | Barend Biesheuvel                                                              |                                                                                | ARP                                                                            |
| kabinet-Cals | 1965-1966  | Barend Biesheuvel                                                              |                                                                                | ARP                                                                            |
| kabinet-Marijnen | 1963-1965  | Barend Biesheuvel                                                              |                                                                                | ARP                                                                            |
| kabinet-De Quay | 1959-1963  | Henk Korthals                                                                  |                                                                                | VVD                                                                            |
| vanaf 18 augustus 1959 Minister voor coördinatie van aangelegenheden Suriname en de Nederlandse Antillen betreffend |            |                                                                                |                                                                                |                                                                                |
| Kabinet | Periode    | Zaken Overzee                                                                  | Zaken Overzee                                                                  | Zaken Overzee                                                                  |
| kabinet-De Quay | 1959-1963  | Henk Korthals                                                                  |                                                                                | VVD                                                                            |
| kabinet-Beel II | 1958-1959  | Gerardus Philippus Helders                                                     |                                                                                | CHU                                                                            |
| vanaf 1958 Minister van Zaken Overzee                                                                               |            |                                                                                |                                                                                |                                                                                |
| Kabinet | Periode    | Overzeese Rijksdelen                                                           | Overzeese Rijksdelen                                                           | Overzeese Rijksdelen                                                           |
| kabinet-Drees III                                                                                                   | 1957-1958  | Gerardus Philippus Helders                                                     |                                                                                | CHU                                                                            |
| kabinet-Drees III                                                                                                   | 1956-1957  | Cornelis Staf (a.i.)                                                           |                                                                                | CHU                                                                            |
| kabinet-Drees II | 1952-1956  | Cornelis Staf (a.i.)                                                           |                                                                                | CHU                                                                            |
| kabinet-Drees II | 1956       | Louis Beel (a.i.)                                                              |                                                                                | KVP                                                                            |
| kabinet-Drees II | 1952-1956  | Willem Jan Arend Kernkamp                                                      |                                                                                | CHU                                                                            |
| kabinet-Drees I | 1951-1952  | Leonard Antoon Hubert Peters                                                   |                                                                                | KVP                                                                            |
| kabinet-Drees I | 1951       | Willem Drees (a.i.)                                                            |                                                                                | PvdA                                                                           |
| vanaf 1951 Minister van Overzeese Rijksdelen                                                                        |            |                                                                                |                                                                                |                                                                                |
| Kabinet | Periode    | Overzeese gebiedsdelen                                                         | Overzeese gebiedsdelen                                                         | Overzeese gebiedsdelen                                                         |
| kabinet-Drees-Van Schaik                                                                                            | 1949-1951  | Johannes Henricus van Maarseveen (a.i.)                                        |                                                                                | KVP                                                                            |
| kabinet-Drees-Van Schaik                                                                                            | 1948-1949  | Maan Sassen (a.i.)                                                             |                                                                                | KVP                                                                            |
| kabinet-Beel I | 1948       | Jan Anne Jonkman                                                               |                                                                                | PvdA                                                                           |
| kabinet-Beel I | 1947-1948  | Lubbertus Götzen (a.i.)                                                        |                                                                                | geen                                                                           |
| kabinet-Beel I | 1947       | Jan Anne Jonkman                                                               |                                                                                | PvdA                                                                           |
| kabinet-Beel I | 1947       | Louis Beel (a.i.)                                                              |                                                                                | KVP                                                                            |
| kabinet-Beel I | 1946-1947  | Jan Anne Jonkman                                                               |                                                                                | PvdA                                                                           |
| kabinet-Schermerhorn-Drees                                                                                          | 1945-1946  | Johann Heinrich Adolf Logemann                                                 |                                                                                | PvdA                                                                           |
| kabinet-Gerbrandy III                                                                                               | 1945       | Josef Ignaz Julius Maria Schmutzer                                             |                                                                                | KVP                                                                            |
| vanaf 1945 Minister van Overzeese gebiedsdelen                                                                      |            |                                                                                |                                                                                |                                                                                |
| Kabinet | Periode    | Koloniën                                                                       | Koloniën                                                                       | Koloniën                                                                       |
| kabinet-Gerbrandy II                                                                                                | 1942-1945  | Hubertus van Mook                                                              |                                                                                | geen                                                                           |
| kabinet-Gerbrandy II                                                                                                | 1941-1942  | Pieter Sjoerds Gerbrandy                                                       |                                                                                | ARP                                                                            |
| kabinet-Gerbrandy II                                                                                                | 1941       | Charles Welter                                                                 |                                                                                | RKSP                                                                           |
| kabinet-Gerbrandy I                                                                                                 | 1940-1941  | Charles Welter                                                                 |                                                                                | RKSP                                                                           |
| kabinet-De Geer II                                                                                                  | 1939-1940  | Charles Welter                                                                 |                                                                                | RKSP                                                                           |
| kabinet-Colijn V | 1939       | Cornelis van den Bussche                                                       |                                                                                | geen                                                                           |
| kabinet-Colijn IV                                                                                                   | 1937-1939  | Charles Welter                                                                 |                                                                                | RKSP                                                                           |
| kabinet-Colijn III                                                                                                  | 1935-1937  | Hendrik Colijn                                                                 |                                                                                | ARP                                                                            |
| kabinet-Colijn II                                                                                                   | 1933-1935  | Hendrik Colijn                                                                 |                                                                                | ARP                                                                            |
| kabinet-Ruijs de Beerenbrouck III                                                                                   | 1929-1933  | Simon de Graaff                                                                |                                                                                | geen                                                                           |
| kabinet-De Geer I                                                                                                   | 1926-1929  | Jacob Christiaan Koningsberger                                                 |                                                                                | geen                                                                           |
| kabinet-Colijn I | 1925-1926  | Charles Welter                                                                 |                                                                                | RKSP                                                                           |
| kabinet-Colijn I | 1925       | Hendrik Colijn (a.i.)                                                          |                                                                                | ARP                                                                            |
| kabinet-Ruijs de Beerenbrouck II                                                                                    | 1922-1925  | Simon de Graaff                                                                |                                                                                | geen                                                                           |
| kabinet-Ruijs de Beerenbrouck I                                                                                     | 1919-1922  | Simon de Graaff                                                                |                                                                                | geen                                                                           |
| kabinet-Ruijs de Beerenbrouck I                                                                                     | 1919       | Charles Ruijs de Beerenbrouck (a.i.)                                           |                                                                                | RKSP                                                                           |
| kabinet-Ruijs de Beerenbrouck I                                                                                     | 1918-1919  | Alexander Willem Frederik Idenburg                                             |                                                                                | ARP                                                                            |
| kabinet-Cort van der Linden                                                                                         | 1916-1918  | Thomas Bastiaan Pleyte                                                         |                                                                                | VDB                                                                            |
| kabinet-Cort van der Linden                                                                                         | 1915-1916  | Jean Jacques Rambonnet (in verband met ziekte van minister Pleyte)             |                                                                                | geen                                                                           |
| kabinet-Cort van der Linden                                                                                         | 1913-1915  | Thomas Bastiaan Pleyte                                                         |                                                                                | VDB                                                                            |
| kabinet-Heemskerk                                                                                                   | 1909-1913  | Jan Hendrik de Waal Malefijt                                                   |                                                                                | ARP                                                                            |
| kabinet-Heemskerk                                                                                                   | 1908-1909  | Alexander Willem Frederik Idenburg                                             |                                                                                | ARP                                                                            |
| kabinet-Heemskerk                                                                                                   | 1908       | Theodorus Heemskerk (a.i.)                                                     |                                                                                | ARP                                                                            |
| kabinet-De Meester                                                                                                  | 1905-1908  | Dirk Fock                                                                      |                                                                                | LU                                                                             |
| kabinet-Kuyper | 1902-1905  | Alexander Willem Frederik Idenburg                                             |                                                                                | ARP                                                                            |
| kabinet-Kuyper | 1902       | Johannes Willem Bergansius (a.i.)                                              |                                                                                | r.-k.                                                                          |
| kabinet-Kuyper | 1901-1902  | Titus van Asch van Wijck                                                       |                                                                                | ARP                                                                            |
| kabinet-Pierson | 1897-1901  | Jacob Theodoor Cremer                                                          |                                                                                | LU                                                                             |
| kabinet-Röell | 1894-1897  | Jacob Hendrik Bergsma                                                          |                                                                                | VL                                                                             |
| kabinet-Van Tienhoven                                                                                               | 1891-1894  | Willem Karel van Dedem                                                         |                                                                                | LU                                                                             |
| kabinet-Mackay | 1890-1891  | Æneas Mackay jr.                                                               |                                                                                | ARP                                                                            |
| kabinet-Mackay | 1888-1890  | Levinus Wilhelmus Christiaan Keuchenius                                        |                                                                                | ARP                                                                            |
| kabinet-Heemskerk Azn.                                                                                              | 1884-1888  | Jacobus Petrus Sprenger van Eyk                                                |                                                                                | c. lib.                                                                        |
| kabinet-Heemskerk Azn.                                                                                              | 1883-1884  | August Willem Philip Weitzel (a.i.)                                            |                                                                                | c. lib.                                                                        |
| kabinet-Heemskerk Azn.                                                                                              | 1883       | Franciscus Gerard van Bloemen Waanders                                         |                                                                                | cons.                                                                          |
| kabinet-Van Lynden van Sandenburg                                                                                   | 1883       | Willem Frederik van Erp Taalman Kip (a.i.)                                     |                                                                                | geen                                                                           |
| kabinet-Van Lynden van Sandenburg                                                                                   | 1882-1883  | Willem Maurits de Brauw                                                        |                                                                                | cons.                                                                          |
| kabinet-Van Lynden van Sandenburg                                                                                   | 1879-1882  | Willem van Goltstein van Oldenaller                                            |                                                                                | cons.                                                                          |
| kabinet-Kappeyne van de Coppello                                                                                    | 1879       | Otto van Rees                                                                  |                                                                                | lib.                                                                           |
| kabinet-Kappeyne van de Coppello                                                                                    | 1879       | Hendrikus Octavius Wichers                                                     |                                                                                | lib.                                                                           |
| kabinet-Kappeyne van de Coppello                                                                                    | 1877-1879  | Pieter Philip van Bosse                                                        |                                                                                | lib.                                                                           |
| kabinet-Heemskerk-Van Lynden van Sandenburg                                                                         | 1876-1877  | Fokko Alting Mees                                                              |                                                                                | c. lib.                                                                        |
| kabinet-Heemskerk-Van Lynden van Sandenburg                                                                         | 1874-1876  | Willem van Goltstein van Oldenaller                                            |                                                                                | cons.                                                                          |
| kabinet-De Vries-Fransen van de Putte                                                                               | 1872-1874  | Isaäc Dignus Fransen van de Putte                                              |                                                                                | lib.                                                                           |
| kabinet-Thorbecke III                                                                                               | 1871-1872  | Pieter Philip van Bosse                                                        |                                                                                | lib.                                                                           |
| kabinet-Van Bosse-Fock                                                                                              | 1870-1871  | Lodewijk Gerard Brocx                                                          |                                                                                | lib.                                                                           |
| kabinet-Van Bosse-Fock                                                                                              | 1868-1870  | Engelbertus de Waal                                                            |                                                                                | lib.                                                                           |
| kabinet-Van Zuylen van Nijevelt                                                                                     | 1867-1868  | Johannes Jerphaas Hasselman                                                    |                                                                                | cons.                                                                          |
| kabinet-Van Zuylen van Nijevelt                                                                                     | 1866-1867  | Nicolaas Trakranen                                                             |                                                                                | cons.                                                                          |
| kabinet-Van Zuylen van Nijevelt                                                                                     | 1866       | Pieter Mijer                                                                   |                                                                                | cons.                                                                          |
| kabinet-Fransen van de Putte                                                                                        | 1866       | Isaäc Dignus Fransen van de Putte                                              |                                                                                | lib.                                                                           |
| kabinet-Thorbecke II                                                                                                | 1863-1866  | Isaäc Dignus Fransen van de Putte                                              |                                                                                | lib.                                                                           |
| kabinet-Thorbecke II                                                                                                | 1863       | Gerardus Henri Betz (a.i.)                                                     |                                                                                | lib.                                                                           |
| kabinet-Thorbecke II                                                                                                | 1862-1863  | Gerhard Hendrik Uhlenbeck                                                      |                                                                                | lib.                                                                           |
| kabinet-Van Zuylen van Nijevelt-Van Heemstra                                                                        | 1861-1862  | James Loudon                                                                   |                                                                                | lib.                                                                           |
| kabinet-Van Hall-Van Heemstra                                                                                       | 1861       | Jean Pierre Cornets de Groot van Kraaijenburg                                  |                                                                                | c. lib.                                                                        |
| kabinet-Van Hall-Van Heemstra                                                                                       | 1861       | Johannes Servaas Lotsy (a.i.)                                                  |                                                                                | lib.                                                                           |
| kabinet-Van Hall-Van Heemstra                                                                                       | 1860-1861  | Jan Jacob Rochussen                                                            |                                                                                | cons.                                                                          |
| kabinet-Rochussen                                                                                                   | 1858-1860  | Jan Jacob Rochussen                                                            |                                                                                | cons.                                                                          |
| kabinet-Van der Brugghen                                                                                            | 1856-1858  | Pieter Mijer                                                                   |                                                                                | cons.                                                                          |
| kabinet-Van Hall-Donker Curtius                                                                                     | 1856       | Pieter Mijer                                                                   |                                                                                | cons.                                                                          |
| kabinet-Van Hall-Donker Curtius                                                                                     | 1853-1856  | Charles Ferdinand Pahud                                                        |                                                                                | c. lib.                                                                        |
| kabinet-Thorbecke I                                                                                                 | 1849-1853  | Charles Ferdinand Pahud                                                        |                                                                                | c. lib.                                                                        |
| kabinet-De Kempenaer-Donker Curtius                                                                                 | 1849       | Engelbertus Batavus van den Bosch                                              |                                                                                | geen                                                                           |
| kabinet-De Kempenaer-Donker Curtius                                                                                 | 1848-1849  | Guillaume Louis Baud                                                           |                                                                                | c. lib.                                                                        |
| kabinet-Schimmelpenninck                                                                                            | 1848       | Julius Constantijn Rijk                                                        |                                                                                | cons.                                                                          |
| vanaf 1848 Minister van Koloniën                                                                                    |            |                                                                                |                                                                                |                                                                                |

## Onder koning Willem II 1840-1848
- Minister van Koloniën
  - Julius Constantijn Rijk, a.i. van 25 maart 1848 tot 21 november 1848
  - Jean Chrétien Baud, van 1 januari 1842 tot 25 maart 1848
- Minister van Marine en Koloniën
  - Jean Chrétien Baud, van 10 augustus 1840 tot 1 januari 1842

## Onder koning Willem I 1815-1840
- Minister van Koloniën
  - Jean Chrétien Baud, a.i. van 1 januari 1840 tot 10 augustus 1840
  - Johannes van den Bosch, van 30 mei 1834 tot 1 januari 1840
  - Arnoldus Brocx, a.i. van 1 januari 1834 tot 30 mei 1834
- Minister van Nationale Nijverheid en Koloniën
  - Gerard George Clifford, a.i. van 1 oktober 1831 tot 1 januari 1834
- Directeur-generaal van Waterstaat, Nationale Nijverheid en Koloniën
  - Gerard George Clifford, a.i. van 4 oktober 1830 tot 1 oktober 1831
- Minister van Waterstaat, Nationale Nijverheid en Koloniën
  - Pierre Louis Joseph Servais van Gobbelschroy, van 1 januari 1830 tot 4 oktober 1830
- Minister van Marine en Koloniën
  - Jacques Jean Quarles van Ufford, a.i. van 1 oktober 1829 tot 1 januari 1830
  - Cornelis Theodorus Elout, van 5 april 1825 tot 1 oktober 1829
- Minister van Nationale Nijverheid en Koloniën
  - Cornelis Theodorus Elout, van 30 maart 1824 tot 5 april 1825
- Minister van Publiek Onderwijs, Nationale Nijverheid en Koloniën
  - Anton Reinhard Falck, van 19 maart 1818 tot 30 maart 1824
- Directeur-generaal van Koophandel en Koloniën
  - Johannes Goldberg, a.i. van 16 september 1815 tot 19 maart 1818

## Onder soeverein vorst Willem 1813-1815
- Secretaris-generaal van Koophandel en Koloniën
  - Johannes Goldberg, a.i. van 2 december 1814 tot 16 september 1815
  - Joan Cornelis van der Hoop, a.i. van 29 juli 1814 tot 14 september 1814
- Secretaris van staat voor Koophandel en Koloniën
  - Godert Alexander Gerard Philip van der Capellen, van 6 april 1814 tot 29 juli 1814

## Onder koning Lodewijk Napoleon 1806-1810
- Minister van Marine en Koloniën:
  - Paulus van der Heim, van 8 januari 1808 tot 1 januari 1811
- Minister van Indië en Koophandel
  - Jacob Jan Cambier, van 10 juli 1807 tot 8 januari 1808
  - Paulus van der Heim, van 29 juni 1806 tot 10 december 1807

Minister-president · Algemene Zaken · Asiel en Migratie · Binnenlandse Zaken en Koninkrijksrelaties · Buitenlandse Zaken · Defensie · Economische Zaken · Financiën · Infrastructuur en Waterstaat · Justitie · Klimaat en Groene Groei · Landbouw, Visserij, Voedselzekerheid en Natuur · Onderwijs, Cultuur en Wetenschap · Sociale Zaken en Werkgelegenheid · Volksgezondheid, Welzijn en Sport · Volkshuisvesting en Ruimtelijke Ordening · zonder portefeuille

Voormalige ministeries: 

Eredienst